# Pizza, birra, faso
Pour plus de détails, voir Fiche technique et Distribution.
Pizza, birra, faso est un film argentin réalisé par  Adrián Caetano et Bruno Stagnaro, sorti en 1998.

## Fiche technique
- Titre français : Pizza, birra, faso
- Réalisation : Adrián Caetano et Bruno Stagnaro
- Scénario : Adrián Caetano et Bruno Stagnaro
- Pays d'origine : Argentine
- Format : Couleurs - 35 mm - Dolby Digital
- Genre : drame
- Durée : 92 minutes
- Date de sortie : 1998

## Distribution
- Héctor Anglada : Cordobés
- Jorge Sesán : Pablo
- Pamela Jordán : Sandra
- Adrián Yospe : Rubén
- Daniel Di Biase : Trompa
- Walter Díaz : Frula
- Martín Adjemián : le chauffeur de taxi
- Elena Cánepa : la vieille
- Rubén Rodríguez : Rengo
- Tony Lestingi : passager